# Anja Beatrice Kaul
Anja Beatrice Kaul (* 13. Mai 1965 in Weißenburg in Bayern) ist eine deutsche Schauspielerin.

## Leben
Nach einer Tanzausbildung in Amsterdam ließ sich Kaul von 1989 bis 1993 an verschiedenen Theaterschulen, u. a. an der UdK Berlin, mit Abschluss zur Schauspielerin ausbilden.
1990 bis 1997 war sie am Theater tätig. Neben Theaterengagements wirkte sie seit 1990 in verschiedenen Kino- und Fernsehproduktionen mit. Von 1998 bis 2002 war Kaul mit einer kurzen Unterbrechung als Insassin Mona Suttner in der RTL-Serie Hinter Gittern in 110 Episoden zu sehen.
Anja Beatrice Kaul engagierte sich im Rahmen des Vereins „namu Art for Life Network e.V.“ für krebskranke Kinder und sorgte damit gemeinsam mit Kollegen für Abwechslung im Krankenhausalltag.

## Filmografie
- 1995: Fremde Heimat
- 1996: Regengrenze
- 1997: St. Angela
- 1997: Lea Katz – Die Kriminalpsychologin: Einer von uns
- 1997: Geisterjäger John Sinclair: Die Dämonenhochzeit
- 1998–2000, 2002: Hinter Gittern
- 1999: Unser Charly
- 2002: Kroko
- 2003: Im Namen des Gesetzes
- 2003: Easy Money
- 2003: Die Sitte
- 2003: Alarm für Cobra 11 – Einsatz für Team 2
- 2004: Basti
- 2005: SOKO Leipzig
- 2005: Großstadtrevier
- 2006: Arme Millionäre
- 2006: Was am Ende zählt
- 2011: Die Ausbildung
- 2012: Verbotene Liebe
- 2016: Der Zürich-Krimi: Borcherts Fall (Krimireihe)
- 2017: So auf Erden
- 2023: Schlamassel